# Подворская волость
Подворская  (Падворская) во́лость — административно-территориальная единица Усманского уезда Тамбовской губернии с центром в селе Никольское.

## История
Волость образована после реформы 1861 года.
Волостное управление на основании Общего положения о крестьянах 1861 года составляли:
1. Волостной сход;
2. Волостной старшина с волостным правлением;
3. Волостной крестьянский суд.

Волостные правления были ликвидированы постановлением Совнаркома РСФСР от 30 декабря 1917 года «Об органах местного самоуправления». Управление волости передавалось волостным съездам советов и волисполкомам.
Постановлением ВЦИК РСФСР от 4 января 1923 г. передана в состав Воронежской губернии.

## География
Волость расположена в центральной части Усманского уезда. Волостной центр находился в 40 верстах от г. Усмани.

## Состав волости
Состояла из  на 1914 год состояла из следующих населенных пунктов:
| №  | Название населённого пункта | Тип населенного пункта | Население |
| -- | --------------------------- | ---------------------- | --------- |
| 1. | Никольское                  | село, центр волости    | 803       |
| 2. | Салтычки                    | сельцо                 | 801       |
| 3. | Ольшанка                    | деревня                | 622       |
| 4  | Демшинка                    | деревня                | 398       |
| 5  | Дебри                       | деревня                | 667       |
| 6  | Нижняя Матрёнка             | деревня                | 330       |
| 7  | Натальино                   | деревня                | 411       |
| 8  | Подгорный Липяг             | деревня                | 492       |
| 9  | Васильевка                  | деревня                | 203       |

## Приход
Приход Дмитриевской церкви с. Никольское.  Открыт в 1885 году. Церковь  деревянная, тёплая, построена на средства князя  Вельяминова-Вяземского. Престол  во имя Дмитрия Солунского .

## Население
1890—1839 человек.
Основная масса населения — крестьяне бывшие крепостные.